# Migrationskirche
Eine Migrationskirche (auch Migrantenkirche) ist ein Zusammenschluss von Christen mit Migrationshintergrund, die sich selbst als Kirche
verstehen.

## Struktur der Gemeinden
Migrantengemeinden sind so vielfältig wie das Christentum. Viele Migrantengemeinden weisen keine theologischen Unterschiede zu „Mainstream“-Kirchen auf, sie unterscheiden sich lediglich durch ihre Sprache und eine gewisse Expatriatenkultur von lokalen Gemeinden der gleichen Konfession. Während viele dieser Gemeinden neuere Gründungen sind, einhergehend mit der steigenden globalen Mobilität seit den 1960er-Jahren, sind Beispiele aus dem 19. Jahrhundert, aus dem Mittelalter und sogar aus biblischen Zeiten bekannt.

## Beispiele
Beispiele für Migrantenkirchen sind:
- Baptistengemeinden der Aussiedler aus Russland in Deutschland
- die orthodoxen Kirchen in Mitteleuropa
- die russisch-orthodoxe Auslandskirche (ROKA)
- Römisch-katholische Gemeinden, in denen der Gottesdienst in einer anderen als in der Landessprache gehalten wird (z. B. Italienisch in Deutschland, Englisch in Italien, Kroatisch in der Schweiz), mit Ausnahme der lateinischen Liturgie
- charismatische, pfingstkirchliche und andere evangelische Gemeinden afrikanischer Christen in Europa
- englischsprachige anglikanische Gemeinden in Kontinentaleuropa (Convocation of Episcopal Churches in Europe und Diözese in Europa)
- verschiedene deutschsprachige methodistische Kirchen bzw. Gemeinden in den USA im 19. Jahrhundert, darunter auch die Kirche der Vereinigten Brüder in Christo und die Evangelische Gemeinschaft
- Emigrantkyrkja (Sletta), Norwegen

## Dokumentationen
- Jesus integriert. Migrationskirchen in der Schweiz. Ein Film von Norbert Bischofberger. SRF: Sternstunde Religion, 8. November 2009, online (nur in der Schweiz abrufbar).